# (3816) Chugainov
(3816) Chugainov es un asteroide perteneciente al cinturón de asteroides, descubierto el 8 de noviembre de 1975 por Nikolái Stepánovich Chernyj desde el Observatorio Astrofísico de Crimea (República de Crimea).

## Designación y nombre
Designado provisionalmente como 1975 VG9. Fue nombrado Chugainov en honor al astrónomo soviético ruso Pavel Fjodoroviĉ Ĉugajnov.